# Стравьюс, Жереми
Жереми Стравьюс (род. 14 июля 1988, Абвиль) — французский пловец, специализирующийся в кроле, плавании на спине и плавании баттерфляем. Олимпийский чемпион 2012 года в эстафете 4×100 метров вольным стилем, призёр Олимпийских игр, четырёхкратный чемпион мира, двукратный чемпион Европы, восьмикратный чемпион Европы в коротких бассейнах, призёр чемпионата мира по плаванию на короткой воде, призёр Средиземноморских игр.

## Биография
Жереми Стравьюс начал заниматься плаванием с семи лет в клубе «CN Albatros Friville». В 2005 году он стал двукратным чемпионом среди кадетов на дистанции 50 и 100 метров на спине, а в 2006 году стал трёхкратным чемпионом Франции среди юниоров на дистанциях 50, 100 и 200 метров на спине. В 2007 Жереми перешёл в клуб «Amiens Métropole Natation», где его тренером стал Мишель Кретьен. В 2009 году стал первым на национальном чемпионате на стометровке на спине, установив рекорд Франции, и отобрался на чемпионат мира, где не смог пробиться в финал, став 12-м в полуфиналах. Осенью на чемпионате Европы на короткой воде Жереми выиграл золотую медаль в эстафете. В том же году стал призёром Средиземноморских игр.
В 2010 году Жереми Стравьюс удачно выступил на чемпионате Европы, где выиграл «серебро» на дистанции 100 м на спине и «бронзу» в эстафете 4×200 метров вольным стилем. В том же году Стравьюс завоевал бронзовую медаль на чемпионате мира на короткой воде.
2011 год сложился успешно для французского пловца: на чемпионате мира он стал чемпионом мира на стометровке на спине, поделив первое место с соотечественником Камилем Лакуром, и выиграл две серебряные награды в эстафетах 4×100 и 4x200 метров вольным стилем.
В 2012 году Жереми Стравьюс выиграл золотую медаль на чемпионате Европы в эстафете. Вскоре француз участвовал в Олимпийских играх, где он стал олимпийским чемпионом в эстафете 4×100 метров вольным стилем, серебряным призёром в кролевой эстафете 4×200 метров (участвовал в предварительных заплывах). В ноябре этого же года Стравьюс выиграл 5 золотых и серебряную медали на домашнем чемпионате Европы на короткой воде.
В 2013 году на чемпионате мира Жереми Стравьюс стал трёхкратным чемпионом мира, выиграв две золотых медали в эстафетах 4×100 метров (вольным стилем и в комбинированной эстафете), завоевал серебряную медаль на дистанции 50 м на спине и стал третьим на стометровке на спине. В декабре выиграл две золотых и серебряную медали на чемпионате Европы в коротких бассейнах.
В 2014 француз выиграл золотую и 3 серебряных медали на чемпионате Европы.
В 2015 году на чемпионате мира Стравьюс выиграл золотую медаль в эстафете 4×100 метров вольным стилем, на дистанциях 50 и 100 метров на спине не смог пробиться в финальную стадию соревнований.